# Batu Bangka
Batu Bangka is een bestuurslaag in het regentschap Sumbawa van de provincie West-Nusa Tenggara, Indonesië. Batu Bangka telt 2211 inwoners (volkstelling 2010).